# Jerzy Lewandowski
Jerzy Lewandowski (* 15. September 1959; † 8. Oktober 2024) war ein polnischer theoretischer Physiker, der sich mit Quantengravitation befasste. Er war Professor an der Universität Warschau.

## Werdegang
Lewandowski wurde in Warschau bei Andrzej Trautman promoviert. Er arbeitete in den 1990er Jahren eng mit Abhay Ashtekar an der Pennsylvania State University in der mathematischen Begründung der Schleifenquantengravitation (Loop Quantum Gravity, LQG) zusammen. Er war unter anderem am Erwin Schrödinger Institut in Wien und am Max-Planck-Institut für Gravitationsphysik in Golm bei Potsdam.
Er befasste sich mit kosmologischen Modellen und der Entropie Schwarzer Löcher in der LQG. 2010 untersuchte er mit Mitarbeitern ein Skalarfeld zusammen mit dem Gravitationsfeld im Rahmen der LQG und konnte dabei die Entstehung einer Zeit, als Verhältnis des Skalar- zum Gravitationsfeld, und die Quantisierung des Gravitationsfeldes zeigen.

## Schriften
- Abhay Ashtekar, Jerzy Lewandowski, Donald Marolf, Jose Mourao, Thomas Thiemann Quantization of diffeomorphism invariant theories of connections with local degrees of freedom, J. Mathematical Physics, Band 36, 1995, S. 6456–6493,  Arxiv
- mit Ashtekar Quantum theory of Gravity I. Area Operators, Classical and Quantum Gravity, Band 14, 1997, A 55-82,  Arxiv, Teil II: Volume Operators, Arxiv
- mit Ashtekar Background independent quantum gravity: a status report, Classical and Quantum Gravity, Band 21, 2004, R 53
- mit Martin Bojowald, Ashtekar Mathematical structure of loop quantum cosmology,  Adv.Theor.Math.Phys., Band 7, 2003, S. 233-268, Arxiv